# زبان‌های رسمی اتحادیه اروپا

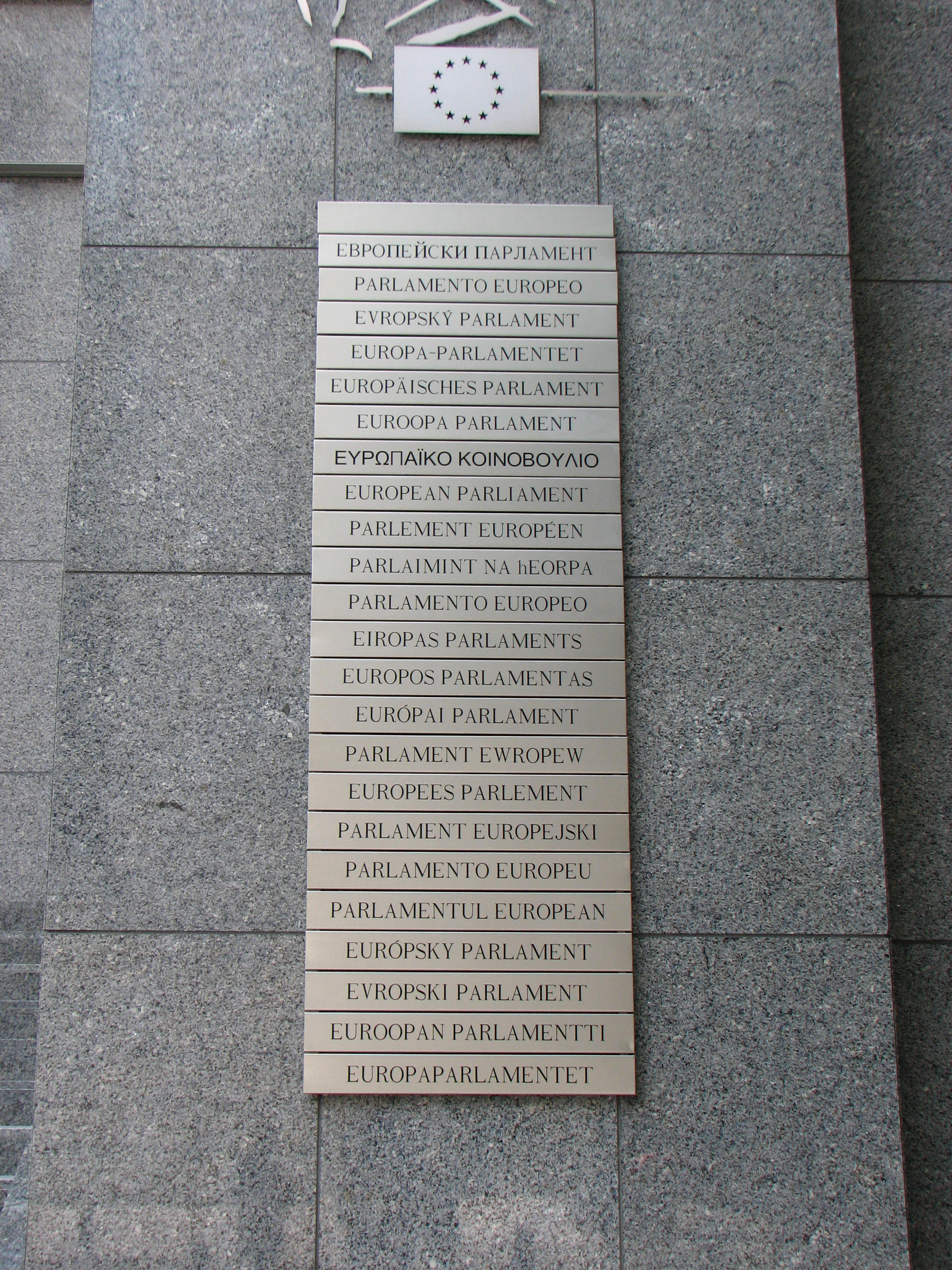
تابلوی ورودی پارلمان اروپا نوشته شده به ۲۰ زبان رسمی اتحادیه اروپا

در اتحادیه اروپا ۲۴ زبان رسمی شناخته می‌شوند که چون چندین کشور دارای زبان مشترکی هستند، تعداد زبان‌های رسمی، کمتر از تعداد کشورهای عضو اتحادیه است.
قوانین و مصوبات پارلمان اروپا، به تمام زبان‌های رسمی اتحادیه اروپا منتشر می‌شوند. در اجلاس‌ها، هر کدام از نمایندگان پارلمان این حق را دارد که به هر یک از زبان‌های رسمی که او با آن بیشتر آشنائی دارد صحبت کند. همزمان، سخنان او به سایر زبان‌های رسمی اتحادیه ترجمه می‌شوند. در اتحادیه اروپا تعداد کثیری مترجم شفاهی و کتبی شاغل هستند. دایره ترجمه کتبی پارلمان اروپا، بزرکترین دایره امور اداری پارلمان است. نزدیک به یک سوم از کلیه کارکنان اداری پارلمان، کارشان در ارتباط با زبان‌های رسمی یادشده می‌باشد.
برای صرفه جوئی در وقت و هزینه‌ها، تمام انتشارات اتحادیه به همه زبان‌های رسمی ترجمه نمی‌شوند. کمیسیون اروپا در عمل فقط از سه زبان انگلیسی، فرانسوی و آلمانی استفاده می‌کند. در پارلمان اروپا، اوراق و اسناد مربوطه، با توجه به نیازهای نمایندگان، فقط به زبان‌های مورد لزوم آنها ترجمه می‌شوند. اما تمام اتباع اتحادیه اروپا می‌توانند با هر یک از نهادهای اتحادیه با هر زبان دلخواه خودشان ارتباط برقرار کنند؛ و آن نهاد باید به آنها به همان زبان پاسخ دهد.

## زبان‌های رسمی
این زبان‌ها از طرف اتحادیه اروپا به عنوان زبان‌های رسمی این اتحادیه انتخاب شده‌اند.
| زبان       | زبان رسمی                          | زبان محلی                                                                                                | از سال |
| ---------- | ---------------------------------- | --- | ------ |
| آلمانی     | بلژیک · آلمان · لوکزامبورگ · اتریش | بلژیک · دانمارک · فرانسه · ایتالیا · کرواسی · لهستان · رومانی · اسلواکی · اسلوونی · جمهوری چک · مجارستان | ۱۹۵۷   |
| اسپانیایی  | اسپانیا                            | | ۱۹۸۶   |
| استونیایی  | استونی                             | لتونی | ۲۰۰۴   |
| اسلوونیایی | اسلوونی                            | ایتالیا · اتریش · مجارستان                                                                               | ۲۰۰۴   |
| اسلواکیایی | اسلواکی                            | کرواسی · اتریش · لهستان · رومانی · جمهوری چک · مجارستان                                                  | ۲۰۰۴   |
| انگلیسی    | جمهوری ایرلند · مالت               | | ۱۹۷۳   |
| ایتالیایی  | ایتالیا                            | فرانسه · کرواسی · مالت · اسلوونی                                                                         | ۱۹۵۷   |
| ایرلندی    | جمهوری ایرلند                      | | ۲۰۰۷   |
| بلغاری     | بلغارستان                          | یونان · رومانی · مجارستان                                                                                | ۲۰۰۷   |
| پرتغالی    | پرتغال                             | | ۱۹۸۶   |
| چکی        | جمهوری چک                          | کرواسی · اتریش · لهستان · رومانی · اسلواکی                                                               | ۲۰۰۴   |
| دانمارکی   | دانمارک                            | آلمان · سوئد                                                                                             | ۱۹۷۳   |
| رومانیایی  | رومانی                             | بلغارستان · مجارستان                                                                                     | ۲۰۰۷   |
| سوئدی      | فنلاند · سوئد                      | فنلاند                                                                                                   | ۱۹۹۵   |
| فرانسوی    | بلژیک · فرانسه · لوکزامبورگ        | بلژیک · ایتالیا                                                                                          | ۱۹۵۷   |
| فنلاندی    | فنلاند                             | سوئد | ۱۹۹۵   |
| کرواتی     | کرواسی                             | ایتالیا · اتریش · رومانی · اسلوونی · مجارستان                                                            | ۲۰۱۳   |
| لاتویایی   | لتونی                              | لیتوانی                                                                                                  | ۲۰۰۴   |
| لهستانی    | لهستان                             | لتونی · لیتوانی · رومانی · اسلواکی · جمهوری چک · مجارستان                                                | ۲۰۰۴   |
| لیتوانیایی | لیتوانی                            | لتونی · لهستان                                                                                           | ۲۰۰۴   |
| مالتی      | مالت                               | | ۲۰۰۴   |
| مجاری      | مجارستان                           | کرواسی · اتریش · رومانی · اسلواکی · اسلوونی                                                              | ۲۰۰۴   |
| هلندی      | بلژیک · هلند                       | فرانسه                                                                                                   | ۱۹۵۷   |
| یونانی     | یونان · قبرس                       | ایتالیا · مجارستان                                                                                       | ۱۹۸۱   |

## زبان‌های ملی که در اتحادیه رسمی نیستند
زبان‌های لوکزامبورگی و ترکی استانبولی تنها زبان‌های ملی هستند که جزو زبان‌های رسمی اتحادیه اروپا نیستند.
| زبان           | زبان رسمی  | زبان محلی      |
| -------------- | ---------- | -------------- |
| لوکزامبورگی    | لوکزامبورگ | بلژیک          |
| ترکی استانبولی | قبرس       | یونان · رومانی |

## زبان‌های رسمی در کشورهای نامزد پیوستن به اتحادیه
آلبانی، مقدونیه شمالی، مونته‌نگرو، صربستان و ترکیه رسماً نامزدهای پیوستن به اتحادیه اروپا هستند که زبان‌های زیر در این کشورها رسمی است.
| زبان           | زبان رسمی              |
| -------------- | ---------------------- |
| آلبانیایی      | آلبانی · مقدونیه شمالی |
| مقدونی         | مقدونیه شمالی          |
| مونته‌نگروئی    | مونته‌نگرو              |
| صربی           | صربستان                |
| ترکی استانبولی | ترکیه                  |

## زبان‌های نیمه‌رسمی اتحادیه اروپا
زبان‌های زیر در مناطق اتحادیه اروپا رسمی هستند اما دارای وضعیت رسمی در سطح ملی نمی‌باشند.
| زبان    | زبان محلی                                        | در کشور |
| ------- | ------------------------------------------------ | ------- |
| باسکی   | سرزمین باسک (منطقه خودمختار) · نابارا            | اسپانیا |
| گالیسی  | گالیسیا                                          | اسپانیا |
| کاتالان | جزایر بالئاری · کاتالونیا · بخش خودمختار والنسیا | اسپانیا |

## میزان تسلط بر زبان‌ها
پنج زبان با بیشترین سخنور در اتحادیه اروپا انگلیسی (۴۴٪), آلمانی (۳۶٪)، فرانسوی (۲۹٪)، ایتالیایی (۱۸٪) و اسپانیایی (۱۷٪) هستند. آلمانی با داشتن ۲۰٪ از کل جمعیت سخنوران، پرمتکلم‌ترین زبان مادری است و پس از آن فرانسوی، ایتالیایی و اسپانیایی قرار دارند.
| زبان‌های رسمی | زبان مادری | زبان دوم | کل  |
| ------------ | ---------- | -------- | --- |
| انگلیسی      | ۱٪         | ۴۳٪      | ۴۴٪ |
| آلمانی       | ۲۰٪        | ۱۶٪      | ۳۶٪ |
| فرانسوی      | ۱۴٪        | ۱۶٪      | ۲۹٪ |
| ایتالیایی    | ۱۵٪        | ۳٪       | ۱۸٪ |
| اسپانیایی    | ۹٪         | ۸٪       | ۱۷٪ |
| لهستانی      | ۹٪         | ۱٪       | ۱۰٪ |
| رومانیایی    | ۶٪         | ۰٪       | ۶٪  |
| هلندی        | ۵٪         | ۱٪       | ۶٪  |
| مجاری        | ۳٪         | ۰٪       | ۳٪  |
| پرتغالی      | ۲٪         | ۱٪       | ۳٪  |
| یونانی       | ۲٪         | ۱٪       | ۳٪  |
| سوئدی        | ۲٪         | ۱٪       | ۳٪  |
| چکی          | ۲٪         | ۱٪       | ۳٪  |
| بلغاری       | ۲٪         | ۰٪       | ۲٪  |
| اسلواکی      | ۱٪         | ۱٪       | ۲٪  |
| دانمارکی     | ۱٪         | ۰٪       | ۱٪  |
| فنلاندی      | ۱٪         | ۰٪       | ۱٪  |
| کرواتی       | ۱٪         | ۰٪       | ۱٪  |
| لیتوانیایی   | ۱٪         | ۰٪       | ۱٪  |
| اسلونیایی    | <۱٪        | ۰٪       | <۱٪ |
| استونیایی    | <۱٪        | ۰٪       | <۱٪ |
| ایرلندی      | <۱٪        | ۰٪       | <۱٪ |
| لتونیایی     | <۱٪        | ۰٪       | <۱٪ |
| مالتی        | <۱٪        | ۰٪       | <۱٪ |

درصد دانستن انگلیسی
درصد دانستن آلمانی
درصد دانستن فرانسوی
درصد دانستن ایتالیایی
درصد دانستن اسپانیایی
درصد دانستن روسی